# 维维耶莱拉沃尔
维维耶莱拉沃尔（法語：Viviers-lès-Lavaur，法語發音：[vivje lɛ lavɔʁ]，意为“拉沃尔附近的维维耶”）是法国奧克西塔尼大區塔恩省的一个市镇，属于卡斯特尔区。

## 地理
维维耶莱拉沃尔（43°37'54"N, 1°48'5"E）面积10.02 平方千米，位于法国奧克西塔尼大區塔恩省，该省份为法国南部内陆省份，北起顺时针与阿韦龙省、埃罗省、奥德省、上加龙省和塔恩-加龙省接壤。
与维维耶莱拉沃尔接壤的市镇（或旧市镇、城区）包括：巴尼耶尔、贝尔卡斯泰勒、拉库戈特卡杜勒、拉沃尔、莫朗斯科蓬、韦耶、拉沃尔新城。

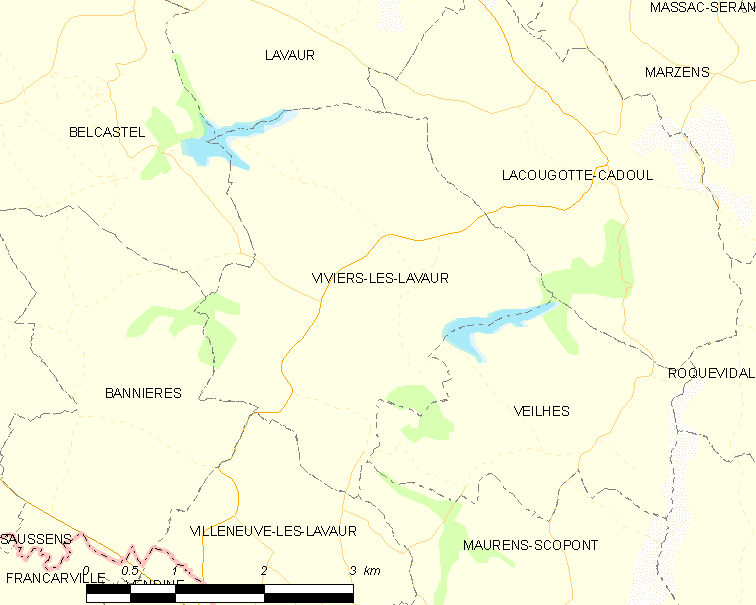
维维耶莱拉沃尔的OSM定位图

维维耶莱拉沃尔的时区为UTC+01:00、UTC+02:00（夏令时）。

## 行政
维维耶莱拉沃尔的邮政编码为81500，INSEE市镇编码为81324。

## 政治
维维耶莱拉沃尔所属的省级选区为拉沃尔-科卡涅县。

## 人口

1962-2008年间维维耶莱拉沃尔人口变化图示

维维耶莱拉沃尔于2022年1月1日时的人口数量为265人。